# ラルプ・デュエズ

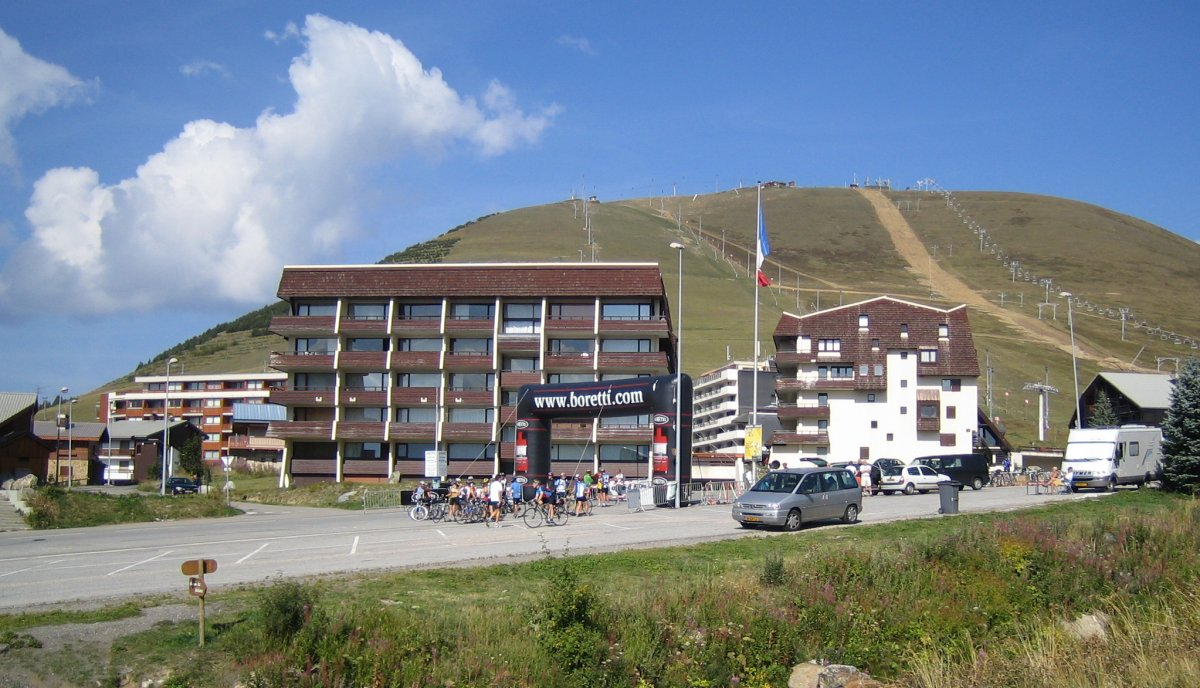
ラルプ・デュエズ

ラルプ・デュエズ（フランス語：L'Alpe-d'Huez）は、フランス・イゼール県にあるアルプス山系の高原リゾート地である。冬季はスキー場が開設される。麓からここにつながる道路は急勾配となっており、1952年に自転車ロードレースのツール・ド・フランスのコースに初めて組み込まれて以来、同レースの看板とも言える名所となっている。
頂上までに全部で21のカーブがあり（下から21番・20番…最上が1番）、それぞれのカーブにはステージ優勝者の名前入りパネルが立てられているが、そこにはファウスト・コッピ、ベルナール・イノー、マルコ・パンターニなど、そうそうたる面々が名を連ねている。

## データ

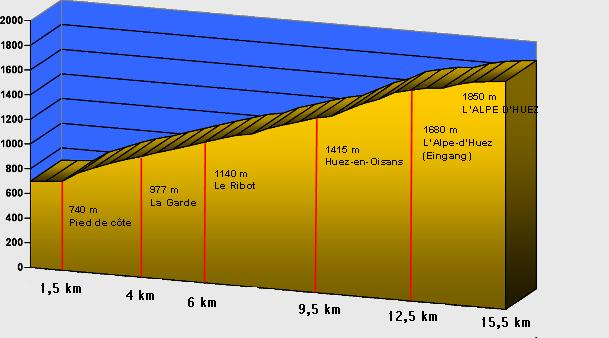
坂のプロフィール

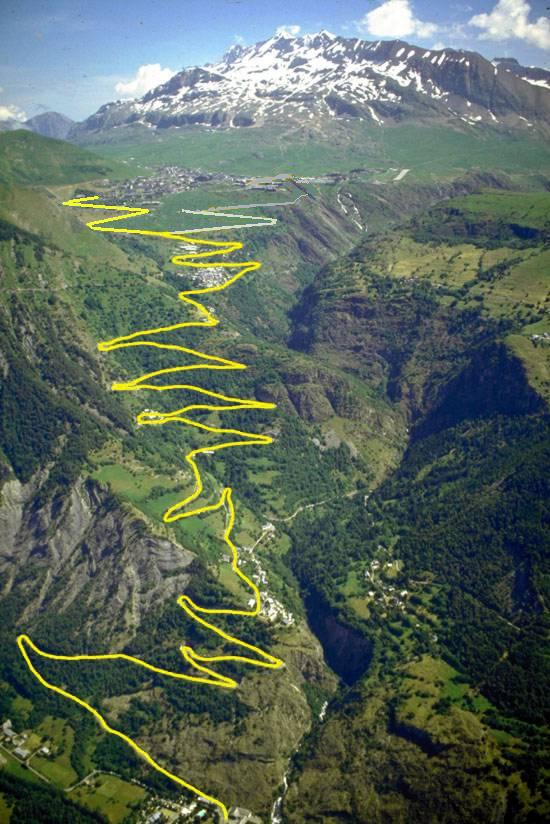
コースには21のカーブがある

- 標高 ： 1850m
- 標高差 ： 1130m
- 平均斜度 ： 7.9%
- 最大斜度 ： 11.5%

## エピソード
- 最初の優勝者は、イタリアの英雄だったファウスト・コッピ。
- 1952年の次にコースに組み込まれたのは、20年以上も後の1976年。以後1983年までに行われた8回のステージのうち、6回までオランダ人選手が優勝している（1989年までだと13回中8回）。また7番コーナーはオランダコーナーと呼ばれ、オランダ人の観客が毎回集結している。
- 1990年から1999年まで7回ステージに組み込まれ、うち6回がイタリア人選手の優勝という結果になっている。
- 現在、登坂記録の1～5位はマルコ・パンターニが1、3、5位、ランス・アームストロングが2、4位でちょうど交互に並ぶ形になっている。また1位と2位の差、3位と4位の差がそれぞれ1秒ずつ（各々37分35秒と36秒、38分00秒と01秒）である。
- 1986年に不仲だったベルナール・イノーとグレッグ・レモンが肩を組んでゴールした光景は、一つの時代の終焉と新しい時代の始まりを示す良い例とされている（詳細はベルナール・イノーの項を参照）。
- 1994年にそれまでの最速記録だったジャンニ・ブーニョの39分44秒（1991年に記録）を大幅に超える38分00秒でゴールしたことでマルコ・パンターニは一躍有名になったが、このときはステージ優勝ではなくステージ8位であった（先行集団の大逃げが決まってしまったため）。なお、優勝は後にパンターニのチームメートとなるロベルト・コンティであったが、コンティは自身17年間のプロ生活で唯一の勝利をこの大舞台で飾った。
- 1997年にパンターニは自らの記録を塗り替える37分35秒をマークし、現在までの最速記録となっている。
- 1999年には逃げ集団から残り3㎞付近で単独アタックを行ったジュゼッペ・グエリーニが、正面から写真を撮ろうと走路に出ていた観客と衝突。観客を避けようと歩道側に避けようとしたのだが、観客もちょうど歩道に戻ろうとしていた。幸いにも怪我などは両者ともなく、無事にステージ優勝を果たせた。
- 2001年は第10ステージとその年の最初の超級山岳ステージとして設定された。ステージの中盤でチーム・カーに不調を訴えているらしきランス・アームストロングに対し、他のチームがペースを上げ、ラルプ・デュエズの登りに突入した。絞られていくメイン集団の後方に位置するアームストロングであったが、いつの間にかアシストのルビエラと共に集団前方へ移動、そしてルビエラに猛烈に引かせてアタック。これによって集団がさらに絞られた。そしてルビエラが仕事を終えると、後ろを振り向いてライバルのヤン・ウルリッヒの表情を確認し、強烈なアタックをかけた。そのまま逃げ集団をとらえるとアームストロングがステージ優勝し、一気に総合のライバルを蹴落としてしまった。しかし2013年にドーピング発覚により成績が剥奪された。
- 2003年の第8ステージは、ラルプ・デュエズに入ると、ランス・アームストロングの「USポスタル」がハイ・ペースで引いたため、前のステージで総合首位にたったリシャール・ヴィランクやヤン・ウルリッヒが早々に脱落してしまう。「USポスタル」の最後のアシストのエラスがペースを作る中で、昨年総合2位のホセバ・ベロキがアタック。消耗したエラスが追えないとみるや、ランスが自ら追撃し吸収した。それについてきたイバン・マヨがカウンター・アタックで集団を抜け出すが、アームストロングは総合勝負の脅威でないと追わず、さらにアレキサンダー・ヴィノクロフやタイラー・ハミルトン、アイマル・スヴェルディアなどがアタックをするが、アームストロングは追わなかった。しかしそこで再びベロキがアタックをするとアームストロングは追いかけてこれを潰してしまった。最終的にハミルトンとスヴェルディアは捕まりアームストロングは3位でゴール。マヨが見事に逃げ切って生涯最大の勝利の一つを飾った。
- 2004年は個人タイムトライアルとして設定された。ラルプ・デュエズを登る山岳タイムトライアルにおいて、ランス・アームストロングがライバルのヤン・ウルリッヒを圧倒し、ステージ優勝。しかし2013年にドーピング発覚により成績が剥奪された。
- 2006年の第15ステージは若きフランク・シュレックが見事に逃げ切って歴代の優勝者に名を連ねた。総合勝負ではチーム力に劣るフロイド・ランディス擁する「フォナック」が第13ステージに集団をわざとスローペースでコントロール。前年までチーム・メートであった逃げ集団のオスカル・ペレイロにマイヨ・ジョーヌを一時渡して、つなぎのステージで総合首位を擁するチームのコントロールの義務を逃れようと画策した。そしてこの第15ステージではランディスはペレイロにタイム差をつけてゴール。総合首位を予定通り奪還した。しかしこの後、ツール史上でもまれな二転三転が起こることになる。
- 2008年は前年度優勝者のコンタドール不在で絶対的優勝候補不在と言われた大会の中で、シュレック兄弟とカルロス・サストレを擁する「チーム・サクソバンク」と前年度総合2位のカデル・エヴァンスの戦いとなった。第20ステージの個人タイム・トライアルでは圧倒的にカデル・エヴァンスが有利と見られる中、第15ステージにフランク・シュレックがカデル・エヴァンスから総合首位を奪取。第17ステージに組み込まれたラルプ・デュエズの頂上フィニッシュのステージにおいて、「チーム・サクソバンク」のカルロス・サストレがラルプ・デュエズのふもとからアタック。アシスト不在となっていたカデル・エヴァンスがペースで追うが、さらにシュレック兄弟が交互にアタック。それを追わされたエヴァンスは脚をなくし、逆にこれまで鳴りを潜めていたサストレが驚異的な独走を見せ、大差でステージ優勝。苦手とされたその後のタイム・トライアルを見事に乗り切り、ラルプ・デュエズでステージ優勝をしながら総合優勝を果たした。
- 2011年はトマ・ヴォクレールが2004年に続いて「マイヨ・ジョーヌ」を獲得。第9ステージからピレネーを越え、なんとアルプスまで10ステージに渡って維持し続けた。それを献身的に支えたのがピエール・ローランであった。しかし前日の第17ステージではなんとか総合首位を維持したものの、タイム差はもはや無きに等しく、第18ステージのラルプ・デュエズの頂上ゴールでは総合首位を明け渡すことが明らかになり、ステージ途中からピエール・ローランには自由が与えられた。ローランは見事に総合勢の勝負をかいくぐってアタック、ラルプ・デュエズを制した。チームはボクレールの「マイヨ・ジョーヌ」は失ったものの、ローランは「マイヨ・ブラン（ヤング・ライダー）」を獲得した。
- 2013年の第100回大会の第18ステージでは、ラルプ・デュエズを一度登坂後反対側から下山し、再度登坂するというコース設定となった。前年度に総合優勝のブラッドリー・ウィギンズをアシストして自らも総合2位に入り、強烈な印象を与えたクリス・フルームが「チーム・スカイ」のエースとして、ステージ3勝を挙げ総合首位に立っていた。しかしチーム・カーのトラブルで補給しそこなったためか、ラルプ・デュエズでフルームはハンガー・ノックに陥ってしまう。チーム・メートのリッチー・ポートがペナルティ覚悟で補給禁止区間で補給食を受け取り、フルームはその緊急措置のおかげか、アシストに引かれてなんとかゴールした。フルームはルール違反でペナルティを受けたものの、生命に関わることもあって重大なものではなく、総合首位を守った。
- 2015年はシャンゼリゼ前日の最終決戦として第20ステージに設定される。総合首位に立っているクリス・フルームであるが、調子を落としている一方で、「モヴィスター」のダブル・エースであるナイロ・キンタナとアレハンドロ・バルベルデは第2ステージの横風分断の犠牲になり1分39秒ものタイムを失ったものの、それぞれ総合2位と総合3位に位置していた。第3週に入って気管支炎などで不調のフルームに対しラルプ・デュエズにおいてキンタナとバルベルデは交互にアタックをかけて翻弄し、ついにはフルームを脱落させた。しかしフルームにはキンタナに3分10秒もの貯金があり、このステージが終わっても1分12秒のリードが残されていた。ステージ優勝はメイン集団から下りで抜け出したティボー・ピノが、前待ちの形となった逃げ集団の味方と合流、ついてきたヘシュダルを蹴落としてステージ優勝を果たした。
- 2018年はジロ・ディタリアでエース予定だったゲラント・トーマスが、ダブル・ツール（及び前年のツールとブエルタ・ア・エスパーニャからのグラン・ツール三連覇）を狙うクリス・フルームのジロ参戦のあおりを受け、代わりにツールでセカンド・エースとして出場していた。落車などでタイムを失ったフルームに対してトーマスは第11ステージで優勝して総合首位に立つと、第12ステージのラルプ・デュエズにおいては、チームの第1エースであるフルームのアタックに対し、トーマスはトム・デュムランの抑え役としてメイン集団に残った。しかしデュムランのペース走法によりフルームは吸収、総合勢のスプリント勝負となり、これを制したトーマスが2ステージ連続優勝となり、そのまま事故なくボーナス・タイムを活かして総合優勝を果たした。
- 2022年の第12ステージでは、ガリビエ峠、クロア・ド・フェール峠、ラルプ・デュエズという超級三連発のクイーン・ステージとして設定された。2020年の落車大怪我以来精彩を欠くクリス・フルームがガリビエ峠で抜け出し、さらに元チーム・メートのトム・ピドコックが下りでアタックしてフルームに合流。2人は逃げ集団に合流すると、ラルプ・デュエズでピドコックがさらにアタックをかけ、独走となった。フルームもステージ3位と健闘した。総合争いでは前日にライバル・チームの「ユンボ・ヴィズマ」のチーム・プレイにまさかの不覚をとったタディ・ポガチャルが挽回すべくアタックしたが、セップ・クスのアシストを受けた総合首位のヨナス・ヴィンゲゴーが離れず、総合首位を維持した。
- 「ラルプ・デュエズを制するものは総合優勝を果たせない」というジンクスがある。実際のところ、その年のラルプ・デュエズにおける区間優勝を果たした選手はほとんどその年の総合優勝を果たせていない。これはあまりにも苛酷な山岳ステージであるため、そこで全力を出してしまうと後のステージで不利になるためである（下記の通り、ジンクスを破って総合優勝を果たしたのは、ファウスト・コッピとカルロス・サストレ、ゲラント・トーマスの3例のみ）。

## 歴代ステージ優勝者
| 回  | 年   | 優勝者                       | 国籍           |
| --- | ---- | ---------------------------- | -------------- |
| 39  | 1952 | ファウスト・コッピ           | イタリア       |
| 63  | 1976 | ヨープ・ズートメルク         | オランダ       |
| 64  | 1977 | ハニー・クイパー             | オランダ       |
| 65  | 1978 | ハニー・クイパー             | オランダ       |
| 66  | 1979 | ジョアキン・アゴスティーニョ | ポルトガル     |
| 66  | 1979 | ヨープ・ズートメルク         | オランダ       |
| 68  | 1981 | ペーター・ウィネン           | オランダ       |
| 69  | 1982 | ビート・ブロー               | スイス         |
| 70  | 1983 | ペーター・ウィネン           | オランダ       |
| 71  | 1984 | ルイス・エレラ               | コロンビア     |
| 73  | 1986 | ベルナール・イノー           | フランス       |
| 74  | 1987 | フェルナンド・エチャベ       | スペイン       |
| 75  | 1988 | スティーブン・ルークス       | オランダ       |
| 76  | 1989 | ヘルトヤン・テュニス         | オランダ       |
| 77  | 1990 | ジャンニ・ブーニョ           | イタリア       |
| 78  | 1991 | ジャンニ・ブーニョ           | イタリア       |
| 79  | 1992 | アンドリュー・ハンプステン   | アメリカ合衆国 |
| 81  | 1994 | ロベルト・コンティ           | イタリア       |
| 82  | 1995 | マルコ・パンターニ           | イタリア       |
| 84  | 1997 | マルコ・パンターニ           | イタリア       |
| 86  | 1999 | ジュゼッペ・グエリーニ       | イタリア       |
| 88  | 2001 | ランス・アームストロング     | アメリカ合衆国 |
| 90  | 2003 | イバン・マヨ                 | スペイン       |
| 91  | 2004 | ランス・アームストロング     | アメリカ合衆国 |
| 93  | 2006 | フランク・シュレク           | ルクセンブルク |
| 95  | 2008 | カルロス・サストレ           | スペイン       |
| 98  | 2011 | ピエール・ロラン             | フランス       |
| 100 | 2013 | モレーノ・モゼール           | イタリア       |
| 100 | 2013 | クリストフ・リブロン         | フランス       |
| 102 | 2015 | ティボー・ピノ               | フランス       |
| 105 | 2018 | ゲラント・トーマス           | イギリス       |
| 109 | 2022 | トム・ピドコック             | イギリス       |

※1979年と2013年は2回コースに組み込まれた。
※太字はその年の総合優勝者。
※ランス・アームストロングの記録に関しては、ドーピング問題に付きすべてが無効扱いとなっている。詳しくは本人の項目を参照のこと。